# Champagny
Champagny – miejscowość i gmina we Francji, w regionie Burgundia-Franche-Comté, w departamencie Côte-d’Or.
Według danych na rok 1990 gminę zamieszkiwały 32 osoby, a gęstość zaludnienia wynosiła 4 osoby/km² (wśród 2044 gmin Burgundii Champagny plasuje się na 878. miejscu pod względem liczby ludności, natomiast pod względem powierzchni na miejscu 1048.).